# Dražan Jerković
Dražan Jerković (Sebenico, 6 agosto 1936 – Zagabria, 9 dicembre 2008) è stato un calciatore, allenatore di calcio e dirigente sportivo croato, di ruolo attaccante.
Assieme a Valentin Koz'mič Ivanov, Gerd Müller e David Villa è uno dei calciatori ad avere vinto sia la classifica dei cannonieri degli Europei (1960) che dei Mondiali (1962).

## Carriera

### Giocatore

#### Club
Debutta da professionista nel 1954 con la Dinamo Zagabria, dove rimase per undici stagioni, vincendo un campionato jugoslavo e tre Coppe di Jugoslavia.
Nella stagione 1965-1966, nonostante avesse chiuso la carriera a causa dei frequenti infortuni, si trasferì in Belgio al Gent, dove giocò appena 3 incontri.

#### Nazionale
Con la Nazionale jugoslava disputò 21 presenze segnando 11 reti, inoltre con i Plavi partecipò al Mondiale del 1958 e al Mondiale del 1962, in quest'ultima edizione fu capocannonierie a pari merito con Flórián Albert, Vavá, Leonel Sánchez, Valentin Ivanov e Garrincha. All'Europeo del 1960 conquistò il secondo posto alle spalle dell'Unione Sovietica, fu capocannoniere a pari merito con François Heutte, Valentin Ivanov, Viktor Ponedel'nik e Milan Galić.

### Allenatore

#### Club
Dopo essere tornato in patria, dal 1966 assunse l'incarico di vice-allenatore della Dinamo Zagabria, diventando primo allenatore per la stagione 1971-1972. In seguito si trasferì in Austria, alla guida dell'INCO Klagenfurt prima, e del Villacher SV poi. Fu poi alla guida del Cibalia, e dal 1976 al 1982 del NK Zagabria.

#### Nazionale
Nel 1971 venne nominato commissario tecnico della nazionale jugoslava partecipante ai Giochi del Mediterraneo di Izmir 1971, dove ottenne l'oro. Nel 1978 fu il primo CT di etnia croata della nazionale maggiore jugoslava, carica che mantenne solo per una partita, nella vittoria per 4 a 1 contro la Grecia, giocata si a Skopje e valida per la Coppa dei Balcani.
Dopo l'indipendenza della Croazia, nel 1990 fu nominato primo commissario tecnico della storia della nazionale croata, ruolo che mantenne fino al 1992.

### Dirigente sportivo
Tra il 1989 e il 2000 fu direttore sportivo del NK Zagabria.

## Statistiche

### Statistiche da allenatore

#### Panchine da commissario tecnico della nazionale jugoslava
| Cronologia completa delle presenze e delle reti in nazionale ― Jugoslavia | Cronologia completa delle presenze e delle reti in nazionale ― Jugoslavia | Cronologia completa delle presenze e delle reti in nazionale ― Jugoslavia | Cronologia completa delle presenze e delle reti in nazionale ― Jugoslavia | Cronologia completa delle presenze e delle reti in nazionale ― Jugoslavia | Cronologia completa delle presenze e delle reti in nazionale ― Jugoslavia | Cronologia completa delle presenze e delle reti in nazionale ― Jugoslavia | Cronologia completa delle presenze e delle reti in nazionale ― Jugoslavia |
| Data                                                                      | Città                                                                     | In casa                                                                   | Risultato                                                                 | Ospiti                                                                    | Competizione                                                              | Reti                                                                      | Note                                                                      |
| ------------------------------------------------------------------------- | ------------------------------------------------------------------------- | ------------------------------------------------------------------------- | ------------------------------------------------------------------------- | ------------------------------------------------------------------------- | ------------------------------------------------------------------------- | ------------------------------------------------------------------------- | ------------------------------------------------------------------------- |
| 15-11-1978                                                                | Skopje                                                                    | Jugoslavia                                                                | 4 – 1                                                                     | Grecia                                                                    | Coppa dei Balcani                                                         | 3 Vahid Halilhodžić (rig.) Dušan Savić                                    | Cap:V. Petrović                                                           |
| Totale                                                                    |                                                                           | Presenze                                                                  | 1                                                                         |                                                                           | Reti                                                                      | 4                                                                         |                                                                           |

## Palmarès

### Club
- Campionato jugoslavo: 1

Dinamo Zagabria: 1957-1958
- Coppa di Jugoslavia: 3

Dinamo Zagabria: 1959-1960, 1962-1963, 1964-1965

### Nazionale
- Giochi del Mediterraneo: 1

 Izmir 1971

### Individuale
- Capocannoniere della Prva Liga: 1

1961-1962 (16 gol)
- Capocannoniere del Campionato mondiale di calcio: 1

Cile 1962 (4 gol)